# Јокаи
Јокаи (Yōkai, 妖怪) — су натприродна бића у јапанској митологији, понекад окарактерисана као чудовишта, духови и демони. Реч Јокаи се састоји од канђи знака за „очаравајуће; атрактиван;”; и „дух; утвара; сумњиви”. Такође се могу да се назвати Ајакаши (あやかし), Мононоке (物の怪), или Мамоно (魔物). Јокаи често имају животињске облике (Каппа, бића који је наликују корњачама, или тенгу, који имају крила), док нека могу имати људско обличије. Није реткост да се јављају још као и нежив предмети (на пример, цукомогами), или чак да немају никакве дистинктивне облике. Јокаи, по правилу, имају мистериозне или натприродне способности, међу којима је промена обличија из једног у друго најчешћа. Јокаи, који имају ову способност промене обличија називају се бакемоно (化物) / обаке (お化け).
Јапански историчари карактеришу Јокаи као отелотворења „натприродних или необјашњивих појава посматрача у том периоду”.
У Едо периоду, многи писци и уметници, као што су Торијама Секијен, пишу нове приче о Јонкаи стоверњима, црпећи инспирацију из народних бајки или из сопствене маште. Данас се неколико таквих писаних прича (нпр. Камеоса и Амикири), често погрешно поистовећују са народним бајкама.

## Порекло
Према идејама јапанског анимизма, постојало је веровање да у свим предметима живе стоврења налик духовима. Такви духови би имали емоције и идентитет. Ако би били мирни, Ниги-митама, доносили би срећу — богату жетву, добро здравље, док би злокобни, насилни духови, Ара-митама, доносили несрећу — укључујући болести и природне катастрофе. Често су преци и изразито цењени преминули чланови породица карактерисани као Ниги-митама, те би стицали статус заштитничких божанстава, која су ужувала нарочит степен поштовања. Карактеристике Ниги-митама (односно Ара-митама, у зависности од подручја) су такође приписиване животињама, предметима и природним појавама.
Ритуал за преображај Ара-митама у Ниги-митама назива се Чинкон („умиривање душа”). Чинкон ритуал се спроводио ради протеривања злих духова, сузбијања несрећа и отклањања страха од догађаја и околности које нису биле објашњене на неки други, рационалан, начин. Ара-митама, који није успео да постигне обожење због недостатка поштовања, или који је изгубио своју духовну природу услед недостатка поштовалаца, постајао би Јонкаи.
Временом, све се мање ствари и појава се сматрало натприродним, што је оставило свој траг и на веровања људи. У међувремену, описи Јокаи-а постају све блажи, те се на себи својствени начин „стандардизују”, најчешће кроз карикатуре на којима долази до ублажавања њихове страшне природе. Елементи бајки о Јокаи-ма, почињу све чешће да се користе ради забаве у јавности. Упркос томе, митологија и приче о Јокаи постају префињеније и формализоване у Едо и периодима који следе.

## Врсте
Етнограф и историчар Цутому Ема проучавајући књижевност и слике, са приказима Јокаи-а и Хенџе-а (変化, или „мутанти”) поделио их је у категорије, које су представљене у Nihon Yōkai Henge Shi и Obake no Rekishi.
- Пет категорија, Јонкаи-а у „правом облику”:
  1. човек,
  2. животиња,
  3. биљка,
  4. предмет,
  5. природни феномен.
- Четири категорије у зависности од извора мутације:
  1. на овом свету,
  2. духовно или у вези са духовним,
  3. реинкарнације или „на оном” свету,
  4. у вези са материјом.
- Седам категорија у зависности од спољашњег изгледа:
  1. човек,
  2. животиња,
  3. биљка,
  4. артефакт,
  5. предмети/зграде,
  6. природни објекат или појава,
  7. остало/као и сложене класификације које обухватају више од једне категорије.

Традиционално Јокаи се класификују по локацији или појави са којом је повезано њихово отелотворење. Индексација по том критеријуму је наведена у књизи Sogo Nihon Minzoku Goi (綜合日本民俗語彙, „Целовит речник јапанских традиционалних прича”) на следећи начин:
1. Јама-но-ке (планине),
2. Мичи-но-ке (пут),
3. Ки-но-ке (дрвеће),
4. Минзу-но-ке (вода),
5. Уми-но-ке (море),
6. Јуки-но-ке (снег),
7. Ото-но-ке (звук),
8. Доубуцу-но-ке (животиње, праве или имагинарне)